# Kościół w Etelhem
Kościół w Etelhem – świątynia należąca do diecezji Visby Kościoła Szwecji. Znajduje się w południowej części Gotlandii.

## Architektura
Pierwszym kościołem, jaki stanął w tym miejscu, był niewielki kamienny kościółek romański, z którego zachowały się jedynie fragmenty. Obecna świątynia jest w przeważającej mierze gotycka. Najstarszą jej częścią jest wieża wzniesiona na początku XIII wieku, utrzymana jednak w stylu romańskim. Prezbiterium i nawa powstały prawdopodobnie około 1300 roku. Najmłodsza jest zakrystia, która została dobudowana w XVII wieku. W zewnętrznej architekturze kościoła, z epoki romańskiej pozostał portal północny oraz kilka elementów rzeźbiarskich.

## Wnętrze

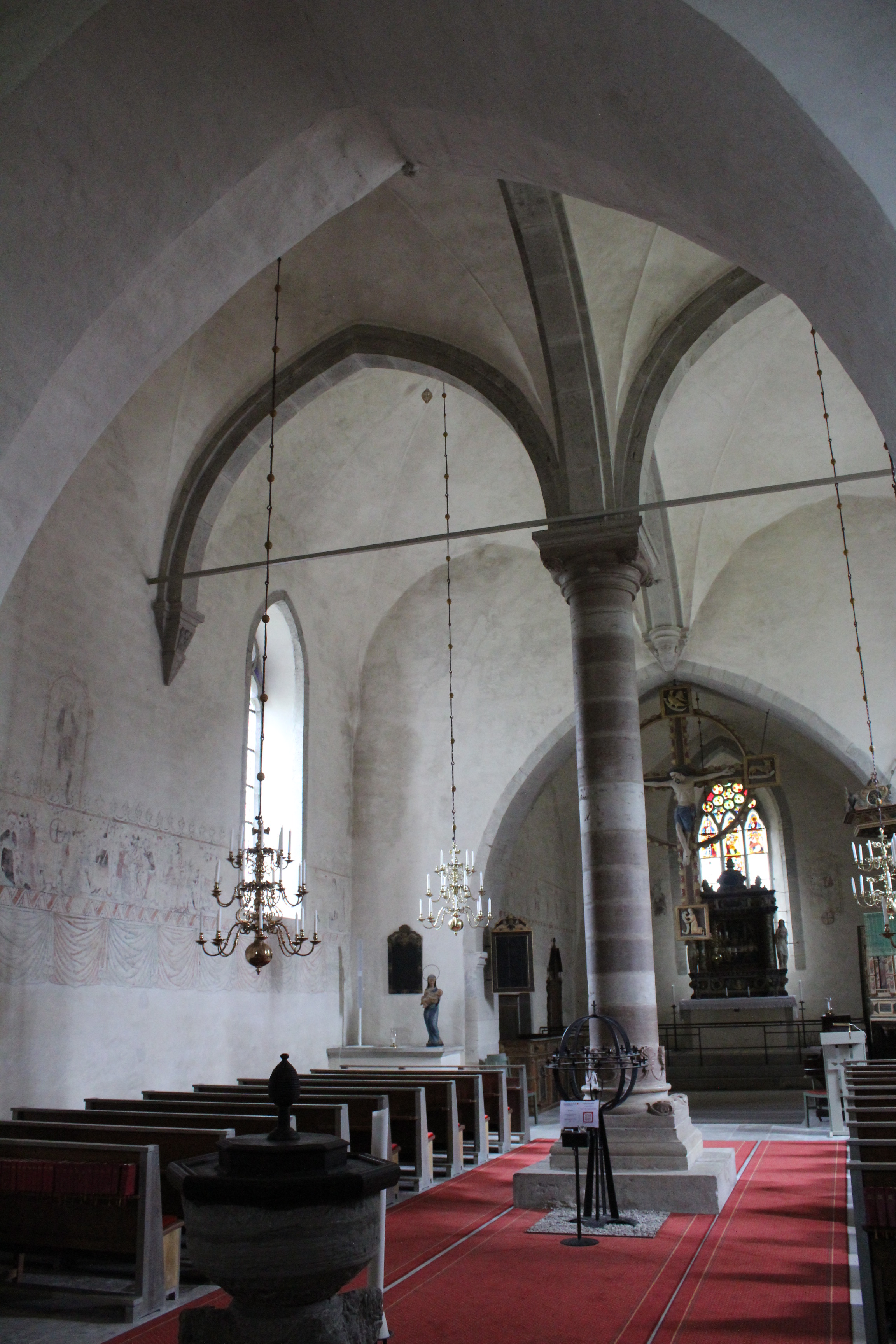
Wnętrze

Wnętrze świątyni zdobią freski z dwóch różnych okresów. Najstarsze pochodzą z XIV wieku, a zachowały się jedynie ich fragmenty. Nieco późniejsze datowane są na XV wiek i przedstawiają apostołów oraz mękę Chrystusa; ich autorem miał być Mistrz Męki Pańskiej. W oknach pozostało również kilka oryginalnych witraży.
Na szczególną uwagę zasługuje XII-wieczna chrzcielnica z piaskowca autorstwa Hegvalda. Znajdują się na niej wyryte runy. Krzyż triumfalny pochodzi z XIV wieku. Ołtarz z obrazem Ostatniej Wieczerzy datowany jest na 1690 rok. Ambona z 1648 roku przedstawia wizerunki Mojżesza, Chrystusa i Jana Chrzciciela.
Kościół przechodził renowację w latach 1957-1958.